# Спорофилл
Спорофилл, спороносный лист, споролистик — боковой орган побега спорофита сосудистых растений, более или менее видоизменённый лист, на котором располагается один или несколько спорангиев. Этот же термин иногда используют в альгологии по отношению к специальным образованиям (выростам) на слоевище, на которых развиваются спорангии.
У разноспоровых растений, в зависимости от того, какого типа спорангии располагаются на спорофилле, различают макроспорофиллы, или мегаспорофиллы (женские спорофиллы) и микроспорофиллы (мужские спорофиллы).

## Спорофиллы цветковых растений
Спорофиллы в видоизменённом виде сохраняются и у цветковых растений.
Мегаспорофиллу (макроспорофиллу) голосеменных растений и разноспоровых папоротников соответствует у цветковых растений плодолистик (другие названия — плодник, карпелла, карпелля, лат. carpellum).
Микроспорофиллу голосеменных растений и разноспоровых папоротников соответствует у цветковых растений тычиночная нить — стерильная часть тычинки.